# Baradili
Baradili (en sard, Baradìle) és un municipi italià, dins de la província d'Oristany. L'any 2007 tenia 94 habitants. Es troba a la regió de Marmilla. Limita amb els municipis de Baressa, Genuri (VS), Gonnosnò, Sini, Turri (VS) i Ussaramanna (VS).

## Administració
| Període | Identitat  | Partit        |
| ------- | ---------- | ------------- |
| 2005-   | Lino Zedda | Llista cívica |